# Lendas de Mouras Encantadas
Lendas de Mouras Encantadas é um livro para crianças da autoria de Maria José Meireles, com ilustrações de Alexandra Jordão Pires, onde são narradas quatro lendas de Mouras encantadas oriundas de locais de Portugal, nomeadamente:
- Portugal
- Porto
- Sintra
- Silves (Portugal)

Editado em 2005 pela Campo das Letras Editores com ISBN 9896250219.